# 阿萨夫埃米尔清真寺
阿萨夫埃米尔清真寺位于黎巴嫩贝鲁特的市中心。

## 历史
这座清真寺由曼苏尔·阿萨夫埃米尔建于1597年,在原塞拉尔广场，这里有埃米尔法赫雷丁的宫殿和著名的花园。在1880年代，旧宫殿和浴室被市场所取代， 。1915年，巴布·萨拉亚门被拆除，为新的福煦 - 艾伦比区商业区腾出了空间。1934年，清真寺的沐浴室建在西侧, 与通往内泽默广场的街道对齐。战后1990年代中期的修复，导致对清真寺原始的西立面进行了改建。洗手间，

## 建筑
清真寺为方形，屋顶有五个穹顶，入口的阿拉伯装饰，以及窗户精美的穆卡纳斯（muqarnass）细部，都是黎巴嫩风格的特征。灰色花岗岩罗马柱支撑着清真寺祈祷室的中央穹顶。在清真寺对面有一个浴室，而这座门被称为巴布·萨拉亚（Bab al-Saraya）。